# Mitchell Garabedian
Mitchell Garabedian (Massachusetts, 17 de julio de 1951) es un abogado, empresario y activista estadounidense. 

## Trayectoria
Garabedian es hijo de Marsoob y Juyard Garabedian, de ascendencia armenia, y creció en una granja. Fue el primer miembro de su familia en asistir a la universidad. Estudió en la Universidad del Nordeste y en la Universidad de Boston.
Mitchell Garabedian es el fundador de su propia firma de abogados en 1979, y se ha centrado en ayudar a las personas y en representar a las víctimas de abuso sexual. Ha representado personalmente a cientos de víctimas de abuso sexual del clero.
Stanley Tucci interpretó a Garabedian en la película Spotlight. Ted Danson lo retrató en Nuestros Padres. Garabedian «hizo algo que nadie, en última instancia, realmente tenía el coraje de hacer», dijo el reportero estadounidense Michael Rezendes.

«Los relatos ayudan a sanar heridas y animan a otras víctimas a hablar para hacer de este mundo un lugar un poco más seguro para los más pequeños».
Mitchell Garabedian en 2018.